# Sebastià Garcia i Mut
Sebastià Garcia i Mut (Dénia, Marina Alta, 28 de juliol de 1944) és un mestre d'escola i polític valencià, alcalde de Dénia entre 1991 i 1995 i entre 1997 i 1999 per la Unitat del Poble Valencià-Bloc Nacionalista. Va ser diputat a la Diputació d'Alacant entre 1999 i 2003.

## Biografia
Sebastià Garcia és un nacionalista valencià format entre els finals de la dècada de 1960 i principis dels anys 70. Militant del PSAN als seus inicis i posteriorment de la Unitat del Poble Valencià, va ser cap de llista en les eleccions de 1991, que la UPV va guanyar amb 6 regidors i 3.010 sufragis, un 25,06% del total. Durant aquella legislatura Sebastià Garcia va ser alcalde de la localitat, i en les eleccions de 1995 va eixamplar la seua victòria amb 5.568 sufragis i 9 regidors, rebent la UPV un 38,46% del vot total.
La còmoda victòria li va permetre governar en minoria fins que un pacte entre el PSOE (6), el PP (4) i Gent de Dénia (2) li va donar el govern de la localitat a estos últims. Tanmateix, el govern tripartit no va durar tota la legislatura, i l'1 de març de 1997, Sebastià Garcia torna a l'alcaldia de la localitat, exercint-hi fins a finals de la legislatura. En 1999 és elegit per a representar durant aquella legislatura al Bloc Nacionalista Valencià (formació en que s'havia convertit la Unitat del Poble Valencià) a la Diputació d'Alacant.
En les eleccions municipals de 2003 va repetir com a cap de llista municipal per Dénia amb el BLOC, i en les eleccions valencianes del mateix any es va presentar també com a cap de llista per la circumscripció d'Alacant. En juny de 2003 va renunciar com a regidor i anuncià la seua retirada de la política activa.
Sebastià Garcia, tanmateix, va tornar a primera línia de la política municipal en 2011, en ser elegit secretari local del BLOC-Compromís de Dénia.